# Lijst van voetbalclubs - L
Dit is een lijst van voetbalclubs met als beginletter een L.
- FC La Chaux-de-Fonds
- LA FC
- La Fiorita
- LA Galaxy
- La Louvière
- La Passe FC
- La Massana
- SV Lafnitz
- Lam Pak
- FC Lausanne-Sport
- UD Las Palmas
- LASK Linz
- Laxey AFC
- Lecce
- Leeds United
- Legia Warszawa
- Leicester City
- VfB Leipzig
- SV Leo Victor
- OH Leuven
- Levski Sofia
- Lens
- Leyton Orient
- Libertas
- FC 105 Libreville
- FC Liefering
- Liège
- Liepāja
- Lierse Kempenzonen
- Lierse SK
- Lille OSC
- SV Limburgia
- Lincoln City
- Lincoln Red Imps FC
- FC Lisse
- FC Littau
- FC Liverpool
- Llandudno FC
- Llanelli AFC
- Llanes
- FC Locarno
- Lokeren
- Lok Stendal
- Lokomotiv Minsk
- Lokomotiv Moskou
- Lokomotiv Nizjni Novgorod
- Lokomotiv Plovdiv
- Lokomotiv Sofia
- Lokomotiv Tasjkent
- Lokomotiva Košice
- Lokomotiva Zagreb
- Lokomotive Dresden
- Lokomotive Frankfurt
- Lokomotive Leipzig
- Lokomotivi Tbilisi
- Lommel
- Londerzeel SK
- FC Lorient-Bretagne Sud
- Luctor '88
- FC Lugano
- FC Luzern
- FC Lusitanos
- Luton Town
- Lyngby BK
- Lyra-Lierse Berlaar